# Hitler-Forschung
Die Hitler-Forschung umfasst alle historischen Untersuchungen der Person Adolf Hitlers. Forschungsgegenstand sind unter anderem sein Aufstieg in der NSDAP und sein Wirken als Parteivorsitzender vor und während der Zeit des Nationalsozialismus, sein Vorgehen als Oberster Befehlshaber der Wehrmacht während des Zweiten Weltkrieges, seine Herkunft und die Ursprünge seiner politischen Entwicklung, seine Weltanschauung, sein fanatischer Judenhass und seine Verantwortung für den Holocaust, seine Psychopathographie bis hin zu seiner Sexualität.

## Biographien
Als Standardwerke der Hitler-Forschung gelten unter anderem:
- Alan Bullock: Hitler: A Study in Tyranny, 1952.
- Ernst Deuerlein: Hitler. Eine politische Biographie, 1969.
- Joachim Fest: Hitler. Eine Biographie, 1973.
- Anton Joachimsthaler: Korrektur einer Biografie. Adolf Hitler 1908–1920, 1989.
- Brigitte Hamann: Hitlers Wien. Lehrjahre eines Diktators, 1996.
- Ian Kershaw: Hitler 1889–1936, 1998.
- Ian Kershaw: Hitler 1936–1945, 2000.